# Erich Langjahr (Regisseur)

Erich Langjahr (2015)

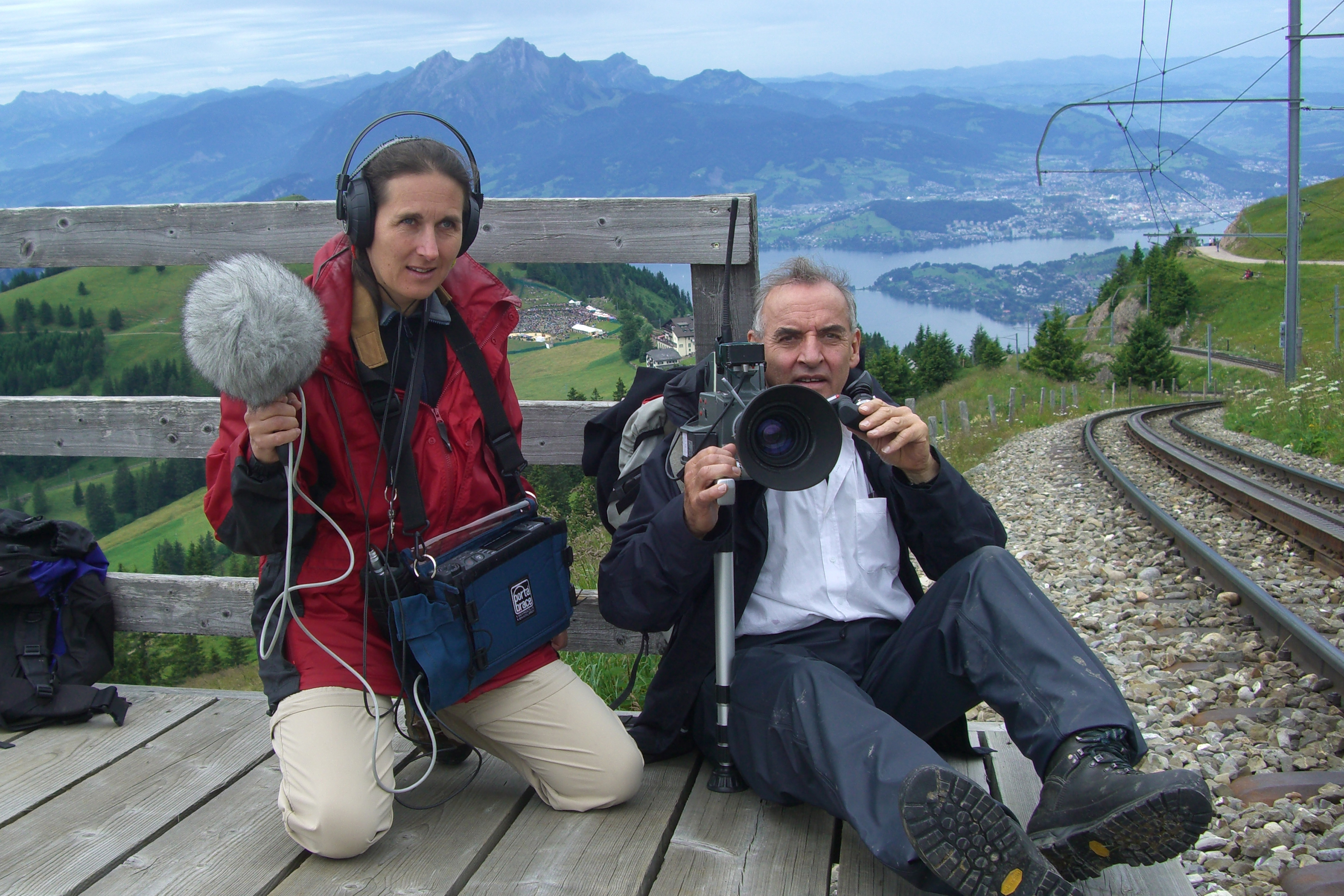
Erich Langjahr und Silvia Haselbeck während Dreharbeiten an der Rigi (2011)

Erich Langjahr (* 27. April 1944 in Baar ZG) ist ein Schweizer Filmgestalter, Filmregisseur und Filmproduzent. Seit 1971 produzierte und drehte er Dokumentarfilme in der Schweiz. Einen großen Erfolg erzielte Langjahr 2003 mit Hirtenreise ins dritte Jahrtausend. Der Film erhielt mehrere Auszeichnungen und Preise, darunter 2003 den Schweizer Filmpreis als bester Dokumentarfilm. Für sein gesamtes Schaffen erhielt Langjahr 2002 den Innerschweizer Kulturpreis.

## Leben und Werk
Erich Langjahr (Bürger von Freienbach SZ und Rüti ZH) ist zusammen mit seinem Bruder Fritz Langjahr bei seinen Eltern in der schweizerischen Stadt Zug aufgewachsen. Sein Vater Fritz Langjahr (1905–1991) war Prokurist und Personalchef in der Metallwarenfabrik Zug, seine Mutter Martha Langjahr-Mistelberger (1911–1978) war die Tochter von Johann Mistelberger (1876–1952), Rektor der Kaufmännischen Berufsschule in Zug. Sein Bruder Fritz Langjahr (1938–2003) war Technischer Leiter bei Radio Studio Zürich SRG.
Erich Langjahr besuchte die Primar- und Sekundarschule in Zug. Anschliessend absolvierte er bei André Samuel Dreiding am organisch-chemischen Institut der Universität Zürich eine Lehre als Chemielaborant. Im Weiteren machte er verschiedene Weiterbildungen in Zürich (Juventus, Minerva und Mössinger) sowie an der Kunstgewerbeschule Basel.
Seit 1971 ist Langjahr selbständiger Filmschaffender. 1973/74 besuchte er die Vorlesung «Nonverbale Kommunikation auf Film» von Walter Marti und Reni Mertens am Pädagogischen Institut der Universität Zürich. Anschliessend arbeitete er unter der ehemaligen Firma «Teleproduction» mit Walter Marti und Reni Mertens zusammen und verleiht seither ihre Filme. 1994 gründete er zusammen mit seiner Frau Silvia Haselbeck die «Langjahr Film GmbH». Das Paar hat zwei Söhne.
Erich Langjahr hat neben vielen Kurzfilmen bisher dreizehn abendfüllende Kinofilme realisiert. Er ist Mitglied des Verbandes «Filmregie und Drehbuch Schweiz» (FDS) und des Vereins «Film Zentralschweiz», sowie Mitglied der Schweizer Filmakademie und Vorstandsmitglied des FLIZ (Kinoklub in Zug). Er erhielt diverse nationale und internationale Auszeichnungen, unter anderen den Innerschweizer Kulturpreis, im Rahmen des Innerschweizer Filmpreises der Albert Köchlin Stiftung den Ehrenpreis, den Schweizer Filmpreis «Bester Dokumentarfilm», die Goldene Taube des Internationalen Dokumentarfilmfestivals Leipzig und den Anerkennungspreis der Stadt Luzern.
Das Stadtkino Basel widmete Erich Langjahr im Jahr 2021 eine umfassende Retrospektive. Den ganzen Monat Oktober über wurden elf von Langjahrs Langfilmen und einige seiner Kurzfilme vorgeführt. Auch fand ein Gesprächsabend mit Erich Langjahr statt. Dieser wurde von Jean Perret, dem langjährigen Leiter der Visions du Réel in Nyon und Direktor der Abteilung Film an der HEAD (Haute école d'art et de design) in Genf, moderiert.

## Filmografie (Auswahl)

### Abendfüllende Filme
- 2024: Die Tabubrecherin
- 2021: Paracelsus – Ein Landschaftsessay
- 2019: Das Rössli, die Seele eines Dorfes
- 2016: Für eine schöne Welt
- 2012: Mein erster Berg, ein Rigi Film
- 2009: Geburt
- 2006: Das Erbe der Bergler
- 2002: Hirtenreise ins dritte Jahrtausend
- 1998: Bauernkrieg
- 1996: Sennen-Ballade
- 1990: Männer im Ring
- 1986: Ex Voto
- 1978: Morgarten findet statt

### Mittellangfilme
1992: Unter dem Boden

### Kurzfilme
- 1993: Portrait d'un coureur cycliste
- 1983: O.K.
- 1982: Do it yourself
- 1981: Made in Switzerland
- 1980: Achtung Kinder Pumm
- 1976: Sieg der Ordnung
- 1975: Athene Ade
- 1975: USA-Time
- 1974: Canaria Report
- 1973: Bahnhof
- 1973: Justice
- 1973: Der Fluss

## Auszeichnungen für das Schaffen von Erich Langjahr
- 2020 Kulturpreis Root
- 2017 Ehrenpreis der Albert Koechlin-Stiftung[1]
- 2004 Würdigungspreis der Stadt Freistadt (AT) für das Werk von Erich Langjahr
- 2003 Solothurner Filmtage, «Prix d'honneur», Preis der Gemeinden im Wasseramt
- 2002 Innerschweizer Kulturpreis[2]
- 1999 Anerkennungspreis des Kantons Zug[3]
- 1997 Werkbeitrag des Kantons und der Stadt Luzern
- 1987 Kunstpreis (Anerkennungspreis) der Stadt Luzern
- 1987 Förderungspreis der Innerschweizer Radio- und Fernsehgesellschaft IRG

## Preise und Auszeichnungen für einzelne Filme
|      | Paracelsus – Ein Landschaftsessay                                                                            |
| 2022 | Verdienstorden Pro Merito Melitensi des Malteser Ordens                                                      |
|      | Für eine schöne Welt                                                                                         |
| 2016 | 2. Dokumentarfilmpreis am 42. Internationalen Filmwochenende Würzburg                                        |
|      | Geburt |
| 2009 | Dokumentarfilmpreis 36. Int. Filmfestival Würzburg                                                           |
|      | Das Erbe der Bergler (Alpine Saga)                                                                           |
| 2007 | Nomination für den Schweizer Filmpreis (bester Dokumentarfilm)                                               |
|      | Hirtenreise ins dritte Jahrtausend                                                                           |
| 2002 | Goldene Taube, Int. Dokwoche Leipzig                                                                         |
| 2002 | Grand Prix der ökumenischen Jury, Int. Dokwoche Leipzig                                                      |
| 2003 | Schweizer Filmpreis "Bester Dokumentarfilm"                                                                  |
| 2004 | Natasha Isaacs Cinematography Award, Chicago Int. Documentary Festival                                       |
| 2004 | Prix Spécial du Jury au Festival Pastoralisme et Grands Espaces Grenoble (F)                                 |
| 2004 | Publikumspreis Freistadt (A)                                                                                 |
|      | Bauernkrieg                                                                                                  |
| 1998 | Festivalpreis der ökumenischen Jury, Int. Dokwoche Leipzig                                                   |
| 1998 | Sonderpreis des Deutschen Bundesumweltministeriums                                                           |
| 1999 | Nomination Schweizer Filmpreis "Bester Dokumentarfilm"                                                       |
|      | Sennen-Ballade                                                                                               |
| 1996 | Sonderpreis des Deutschen Bundesumweltministeriums                                                           |
|      | Männer im Ring                                                                                               |
| 1990 | Mention spéciale Jury du public, Festival international Nyon                                                 |
| 1990 | Ehrendiplom der Internationalen Jury, Leipziger Dokfilmwoche                                                 |
| 1991 | Le grand prix documentaire, Festival du Film de Strasbourg de l'Institut International des Droits de l'Homme |
| 1992 | Honorable Mention at the Society for visual anthropology film and video festival, San Francisco              |
| 1993 | Honorable Mention at the International Ethnographic Film Festival Göttingen                                  |
| 1994 | The award issue by "The Baltic Independent", International Visual Anthropology Festival, Pärnu Estonia       |
|      | Ex Voto |
| 1986 | Premier Prix du Jury Oecuménique Festival international Nyon                                                 |
| 1987 | Spezialpreis der Internationalen Jury, Dokumentarfilmwoche Leipzig                                           |
| 1987 | Prix spécial au Cinéma du réel, Centre national d'art et de culture Georges Pompidou, Paris                  |
| 1987 | Ausgewählt "Best european films" Europacinema, Rimini                                                        |
| 1987 | Förderungspreis der Innerschweizer Radio- und Fernsehgesellschaft (IRG)                                      |
| 1987 | Kunstpreis (Anerkennungspreis) der Stadt Luzern                                                              |

Qualitätsprämien Eidgenössisches Departement des Inneren (EDI) für die Filme: Hirtenreise, Bauernkrieg, Ex Voto, Männer im Ring
Zahlreiche weitere Preise und Auszeichnungen für einzelne Filme bei internationalen Festivals; siehe unter den einzelnen Filmen.